# كلية راجشاهي
كلية راجشاهي هي ثالث أقدم مؤسسة للتعليم العالي في بنغلاديش. تأسست في عام 1873 في مدينة راجشاهي، وهي ثالث أقدم كلية في بنغلاديش بعد كلية دكا وكلية شيتاغونغ.

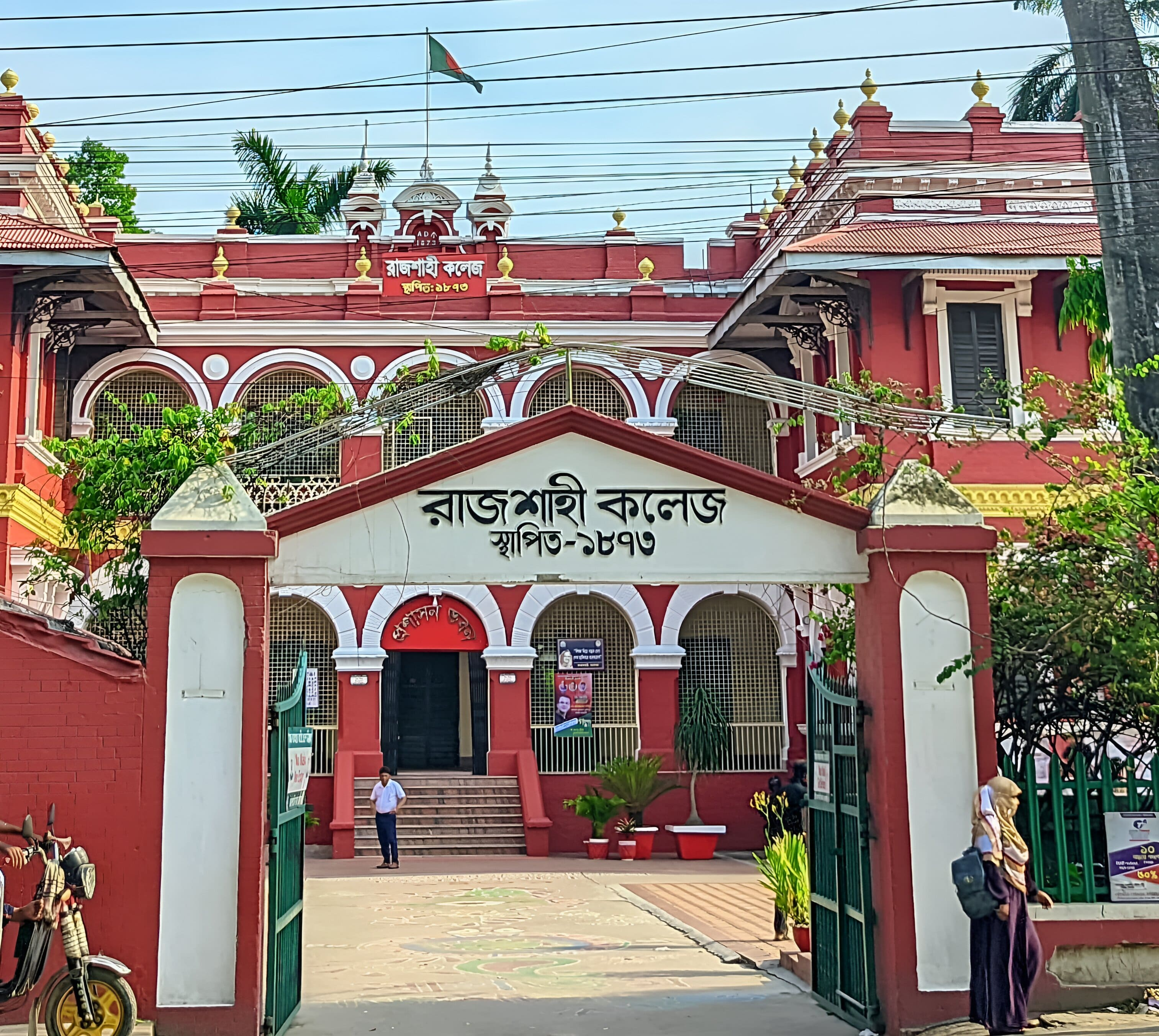
البوابة الرئيسية لكلية راجشاهي

‌